# (2570) Porphyro
(2570) Porphyro ist ein Asteroid des Hauptgürtels, der am 6. August 1980 vom US-amerikanischen Astronomen Edward L. G. Bowell an der Anderson Mesa Station (IAU-Code 688) des Lowell-Observatoriums in Coconino County entdeckt wurde.
Der Asteroid wurde nach Porphyro benannt, der männlichen Hauptfigur aus dem 1819 verfassten und 1820 veröffentlichten Gedicht The Eve of St. Agnes von John Keats.